# Rhipidia (Eurhipidia) formosana productina
Rhipidia (Eurhipidia) formosana productina is een ondersoort van de tweevleugelige Rhipidia (Eurhipidia) formosana uit de familie steltmuggen (Limoniidae). De ondersoort komt voor in het Oriëntaals gebied.